# Сандиљано
Сандиљано (итал. Sandigliano) је насеље у Италији у округу Бијела, региону Пијемонт.
Према процени из 2011. у насељу је живело 1645 становника. Насеље се налази на надморској висини од 325 м.

## Становништво
Према резултатима пописа становништва 2011. у општини је живело 2.762 становника.
| 1931. | 1936. | 1951. | 1961. | 1971. | 1981. | 1991. | 2001. | 2011. |
| ----- | ----- | ----- | ----- | ----- | ----- | ----- | ----- | ----- |
| 1.467 | 1.464 | 1.728 | 2.063 | 2.403 | 2.700 | 2.662 | 2.733 | 2.762 |